# Zmazek
Zmazek je priimek več znanih Slovencev:
- Blaž Zmazek (*1969), matematik, univ. prof.
- Franc Zmazek (1844—1918), rimskokatoliški duhovnik in krajevni zgodovinar
- Janez Zmazek - Žan (1952—2020), kitarist in pevec zabavne glasbe